# Prosaurolophus maximus
Prosaurolophus maximus es una especie y tipo del género extinto Prosaurolophus ("primera cresta") de dinosaurio ornitópodo hadrosáurido, que vivió a finales del período Cretácico, hace aproximadamente 75 millones de años, en el Campaniense, en lo que hoy es Norteamérica. El reconocido paleontólogo Barnum Brown desenterró un cráneo en 1915 para el Museo Americano de Historia Natural, AMNH 5836, del Río Red Deer en Alberta, cerca de Steveville. El mismo describió el espécimen en 1916 como un nuevo género, Prosaurolophus. Brown eligió este nombre al compararlo con Saurolophus, que él había descrito en 1912. Saurolophus tenía una similar pero más larga y aguda cresta principal en forma de espiga. El cráneo tenía dañado el hocico y fue reconstruido por error demasiado largo, pero mejores restos nuevos fueron encontrados que mostraron su forma verdadera, uno de estos fue un esqueleto y un cráneo casi completos, descritos por William Parks en 1924. 20 a 25 individuos se conocen para esta especie, incluyendo siete cráneos con por lo menos algo de restos del esqueleto.